# Gnamptogenys striolata
Gnamptogenys striolata is een mierensoort uit de onderfamilie van de Ectatomminae. De wetenschappelijke naam van de soort is voor het eerst geldig gepubliceerd in 1957 door Borgmeier.